# Elizabeth Harrower
Œuvres principales
- Un certain monde

Ne pas confondre avec l'actrice Elizabeth Harrower
Elizabeth Harrower, née le 8 février 1928 à Sydney et morte dans la même ville le 7 juillet 2020, est une romancière et nouvelliste australienne.

## Biographie
Bien que née à Sydney, elle passe son enfance dans la ville industrielle de Newcastle, en Nouvelle-Galles du Sud, où sa famille s'est installée. Elle vit à Londres de 1951 à 1959. À son retour en Australie, elle signe des chroniques, des critiques et divers textes pour le quotidien The Sydney Morning Herald, le diffuseur public australien ABC et le milieu de l'édition.
À partir de 1957, elle publie, en l'espace de quatre ans, trois romans psychologiques dans un style qui évoque les récits gothiques de l'auteure britannique Daphne du Maurier. La parenté thématique entre les deux écrivaines est encore plus accusée dans Deux sœurs (The Watch Tower), paru en 1966, où les sœurs Vaizey, bouleversées par la disparition subite de leur père, croit trouver un sauveur en la personne du beau et cruel Felix Shaw dans l'Australie des années 1940.
En 1971, Un certain monde (In Certain Circles), le cinquième roman d'Elizabeth Harrower, est sur le point de paraître quand sa mère meurt. La publication du roman est suspendue et l'auteure ne donne plus que quelques nouvelles avant de cesser complètement ses activités littéraires en 1977. Ce n'est qu'en 2014 que Un certain monde, finalement publié, remporte un gros succès.
Elle est lauréate du prix Patrick-White en 1996.

## Œuvres

### Romans
- Down in the City (1957)
- The Long Prospect (1958), réédition en 2012[2]
- The Catherine Wheel (1960)
- The Watch Tower (1966)[3]Publié en français sous le titre Deux sœurs, traduit par Paule Guivarch, Paris, Éditions Payot & Rivages, coll. « Littérature étrangère », 2017, 334 p.  (ISBN 978-2-7436-3998-3)
- In Certain Circles (2014)[4],[5] Publié en français sous le titre Un certain monde, traduit par Paule Guivarch, Paris, Éditions Payot & Rivages, coll. « Littérature étrangère », 2016, 272 p.  (ISBN 978-2-7436-3499-5)[6]

### Recueil de nouvelles
- A Few Days in the Country and Other Stories (2015)